# Egidio Feruglio
Egidio Feruglio (né le 6 janvier 1921) à Umberto di Tavagnacco (Frioul-Vénétie Julienne) et mort le 02 juillet 1981 à Udine (Frioul-Vénétie Julienne) est un coureur cycliste italien, professionnel de 1946 à 1950.

## Palmarès sur route

### Par année
- 1940
  - Schio-Ossario del Pasubio
- 1941
  - Coppa Città di San Daniele
- 1946
  - 3e du Tour des Apennins
  - 3e du Circuit du Mont-Blanc
- 1947
  - 2e du Tour des Apennins
  - 3e du Milan-Turin
  - 3e de la Coppa Bernocchi
- 1949
  - 2e du Circuit du Mont-Blanc

### Résultats sur les grands tours

#### Tour de France
2 participations
- 1947 : 31e
- 1948 : 41e

#### Tour d'Italie
5 participations
- 1946 : 37e
- 1947 : 27e
- 1948 : 16e
- 1949 : abandon
- 1950 : 61e